# الکس میر
الکس مِیِر (به انگلیسی: Alex Meyer) (زادهٔ ۵ ژوئیهٔ ۱۹۸۸ میلادی) شناگر اهل کشور ایالات متحده آمریکا است.